# Alsønderup (plaats)
Alsønderup is een plaats in de Deense regio Hovedstaden, gemeente Hillerød, en telt 439 inwoners (2007).